# Herbert George

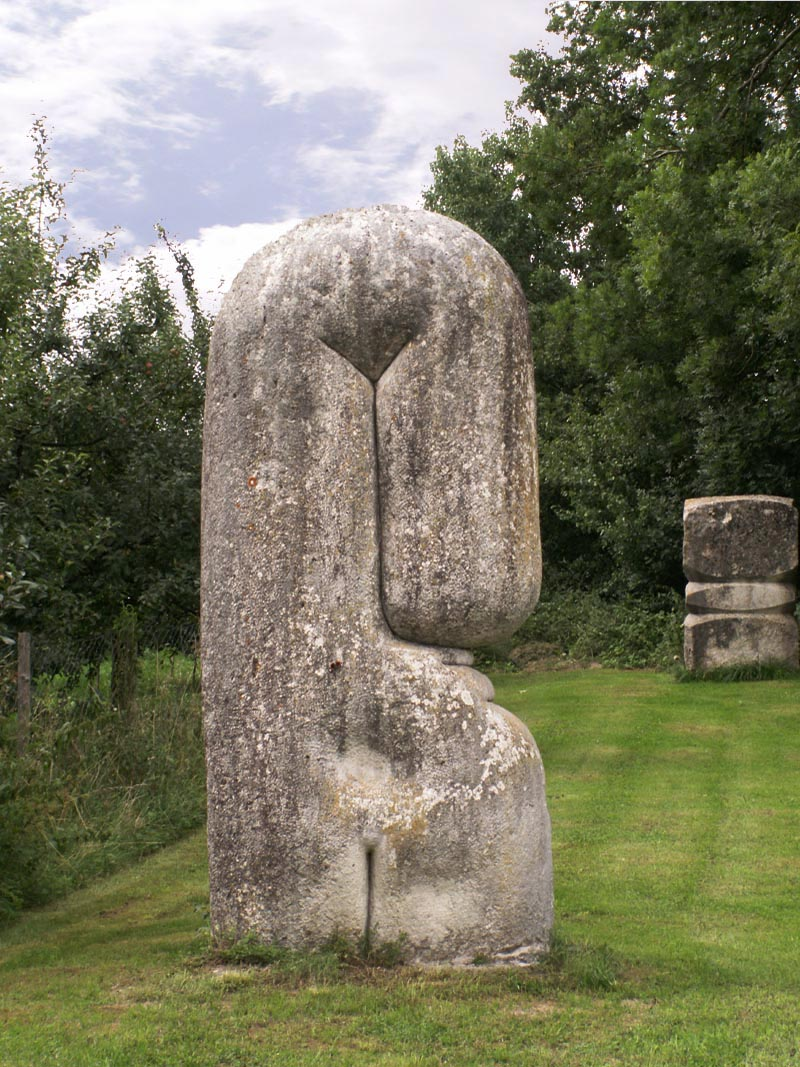
Sculptuur Skulpturenfeld Oggelshausen (1969/70)

Herbert George (Seattle, 1940) is een Amerikaanse beeldhouwer en criticus.

## Leven en werk
George studeerde van 1959 tot 1963 Engelse literatuur en beeldhouwkunst aan de Universiteit van Washington in Seattle. Hij vervolgde zijn opleiding sculptuur van 1963 tot 1964 aan de Pennsylvania Academy of Fine Arts (BFA in 1965 en MFA in 1966). Met een Fulbright-beurs voltooide hij zijn opleiding met een post-academische studie (1966/67) aan de Universiteit van Londen.
Hij woonde, werkte en exposeerde na terugkomst in New York. In 1985 werd hij aangesteld als hoofddocent aan de Cooper Union School of Art (The Cooper Union for the Advancement of Science and Art) in New York, maar al een jaar later kreeg hij een aanstelling als hoogleraar Art & Design aan de Universiteit van Chicago, waar hij tot zijn emeritaat bleef. Vanaf 1986 woonde hij in Chicago. In 1995 werd hem de Quantrell Teaching Award verleend.

## Werken (selectie)

### Openbare ruimte (opdrachten en symposia)
- 1969 : The Touch, Symposion Europäischer Bildhauer voor steenbeeldhouwers in Sankt Margarethen im Burgenland (Oostenrijk)
- 1969/70: Skulpturenfeld Oggelshausen in Oggelshausen (Duitsland)
- 1972 : The Point, beeldenroute Straße der Skulpturen (St. Wendel) in Sankt Wendel(Duitsland)
- 1974 : The Blade, Ashland (Kentucky) (USA)
- 2002 : The Screen of The Visit, particuliere collectie
- 2003 : Shadow Screen #3 (Engeland)

### Still Live Sculptures
- The Eye and the Hand (1998/2000) - objets trouvé (div. materialen)
- Light, Reflection, Space #2 (1997/98)
- In the Shadow of a Vertical (1997)

### Shadow Portraits[2][3]
- Shadow Portrait of Gertrude Stein (2000) - Vermont Marble
- Shadow Portrait of Ezra Pound (2000) - id
- Shadow Portrait of Barnett Newman (2000) - id
- Shadow Portrait of Man Ray (2000) - id
- Shadow Portrait of Marcel Duchamp (2000) - id
- Shadow Portrait of Mondrian (2003) - id
- Shadow Portrait of Mondrian's Pipe and Glasses (2002) - id
- Shadow Portrait of a Palestinian Girl - id